# Stan niewolności
Stan niewolności (tyt. oryg. Falling Free) – powieść amerykańskiej pisarki Lois McMaster Bujold, będąca częścią Sagi Vorkosiganów. Powieść zdobyła nagrodę Nebula w 1988 r.

## Fabuła
Akcja powieści dzieje się ok. 200 lat przed wydarzeniami opisywanymi w Sadze Vorkosiganów. Wielka korporacja kosmiczna GalacTech, tworzy genetycznie zmodyfikowanych ludzi, stworzonych do prac w warunkach zerowej grawitacji. Modyfikacja polega głównie na zamianie nóg na drugą parę rąk. Umieszczono ich na stacji kosmicznej, gdzie przyuczano do przyszłych prac. Były ściśle kontrolowane, nadzorowany był przepływ informacji, edukacja, a nawet ich rozmnażanie. Było to możliwe dzięki pozbawieniu ich jakichkolwiek praw obywatelskich – w oficjalnej dokumentacji figurowały jako "post-eksperymentalne kultury tkankowe", w praktyce były niewolnikami korporacji.
Gdy w Kolonii Beta wynajduje się tanie urządzenie niwelujące grawitację, czworączki przestają być potrzebne. Bruce Van Atta, cyniczny administrator stacji kosmicznej, na której mieszkają istoty, zamierza przenieść je na powierzchnię planety, mimo iż oznacza to dla nich cierpienie, a w niedługiej przyszłości śmierć. Dla inżyniera Leo Grafa, który przez kilka miesięcy szkolenia polubił sympatyczne dzieciaki to zbyt wiele. Sam dziwiąc się swojej determinacji, obmyśla szaleńczy plan porwania całego habitatu.